# Mazuca roseistrigata
Mazuca roseistrigata är en fjärilsart som beskrevs av Fletcher 1963. Mazuca roseistrigata ingår i släktet Mazuca och familjen nattflyn. Inga underarter finns listade i Catalogue of Life.